# Міжштатна автомагістраль 2
Міжштатна автомагістраль 2(Interstate 2, I-2) — частково завершене міжштатне шосе, що проходить через нижню долину Ріо-Гранде в Південному Техасі. Починається на перехресті U.S. Route 83 і Business U.S. Шосе 83 (автобус США 83) у Пеньїтасі та прямує на схід до зупинки на I-69E/US 77/US 83 у Гарлінгені. На всій своїй довжині I-2 проходить одночасно з US 83. I-2 також пролягає паралельно мексиканській федеральній автомагістралі 2 (Fed. 2), ще одному основному маршруту зі сходу на захід, який прокладає маршрут Мексика-США, кордон уздовж мексиканської сторони Ріо-Гранде. Після завершення західною кінцевою станцією стане місто Ларедо. Маршрут є однією з нещодавно призначених автострад між штатами; її було підписано як Міждержавну автомагістраль у 2013 році. Її будівництво є частиною розширення Міждержавної системи на південь Техасу, яка включає три гілки Міжштатної автомагістралі 69 у Техасі. Зараз він перетинає I-69E та I-69C, а коли буде завершено до Ларедо, перетнеться також I-69W. Станом на 2022 рік цей комплекс міжштатних магістралей ще не з’єднаний з рештою системи. 